# Левиков, Валерий Зиновьевич
Валерий Зиновьевич Левиков (15 февраля 1921 — 11 сентября 2018) — советский дипломат. Чрезвычайный и полномочный посол.

## Биография
Участник Великой Отечественной войны. Окончил Московский государственный университет имени М. В. Ломоносова. На дипломатической работе с 1949 года.
- В 1949—1959 годах — сотрудник центрального аппарата МИД СССР.
- В 1959—1963 годах — на ответственной работе в центральном аппарате МИД СССР.
- В 1963—1968 годах — сотрудник Посольства СССР в Греции.
- В 1968—1979 годах — на ответственной работе в центральном аппарате МИД СССР.
- С 29 января 1980 по 28 апреля 1986 года — чрезвычайный и полномочный посол СССР в Бурунди[1].

Автор книги стихов: 
- По дорогам жизни [Текст] : стихи / Валерий Левиков. - Москва : Хорошая тип., 2015. - 257 с. : портр.; 18 см.; ISBN 978-5-9906714-2-3 : 750 экз.

## Награды и почётные звания
- Орден Отечественной войны II степени
- Орден Дружбы народов
- Орден «Знак Почёта»
- Медаль «За победу над Германией в Великой Отечественной войне 1941—1945 гг.»
- Медаль «За трудовую доблесть»
- Медаль «В ознаменование 100-летия со дня рождения Владимира Ильича Ленина»
- Медаль «Ветеран труда»
- Юбилейная медаль «Двадцать лет Победы в Великой Отечественной войне 1941—1945 гг.»
- Юбилейная медаль «Тридцать лет Победы в Великой Отечественной войне 1941—1945 гг.»
- Юбилейная медаль «Сорок лет Победы в Великой Отечественной войне 1941—1945 гг.»
- Юбилейная медаль «50 лет Победы в Великой Отечественной войне 1941—1945 гг.»
- Юбилейная медаль «50 лет Вооружённых Сил СССР»
- Юбилейная медаль «60 лет Вооружённых Сил СССР»
- Юбилейная медаль «70 лет Вооружённых Сил СССР»
- Почётный работник Министерства иностранных дел Российской Федерации